# Nanuque
Nanuque es un municipio en el estado de Minas Gerais, Región Sudeste del Brasil, perteneciente a mesorregión Valle del Mucuri y la microrregión de Nanuque. Su población estimada en 2014 era de 41,852 habitantes. 
El relieve está constituido por los inselbergs paisaje y las colinas de los mares, que tiene la Sierra de los Aimorés como característica predominante.  Como la ciudad 79.ª más poblada del estado, el segundo al norte mineiro y el 1 de su microrregión, la ciudad tiene la mejor IDH noreste de Minas Gerais, con un valor de 0,701, considerado elevado. Como un centro regional de diez ciudades, sus micro total de 122,104 habitantes y una superficie total de 8471.872 kilómetros cuadrados. De acuerdo con la DENATRAN, su flota de vehículos de motor registrados es 18.580. Nanuque es una referencia a estar en el camino a la costa norte del estado de Espírito Santo por LMG-719 carretera nacional y la costa sur de Bahía por la carretera federal BR-418, por lo que la ciudad es considerado por novena ANTT Estado de Minas Gerais con el flujo de carretera más alto y la 47 para el país. Nanuque es de 605 km al noreste de la capital del estado, Belo Horizonte y 1164 kilómetros al sureste de la capital federal, Brasilia. 
Nanuque es una ciudad turística que pertenece a las piedras preciosas de circuito, que se caracteriza por sus montañas de Sierra de los Aimorés, como Fritz piedra, que se considera el mejor lugar para practicar salto de base del país, así como en canoa por el río Mucuri y la escalada de Piedra presidente Bueno.
En su urbano, Nanuque ofrece un alojamiento excelente y variada en hoteles, restaurantes con la mejor cocina de Minas Gerais, además de las plazas y paseos, lagos y hospitalidad del interior de Minas Gerais.